# Pio Lava Boccardo
Pio Lava Boccardo (Alessandria, 31 maggio 1902 – Caracas, 16 agosto 1971) è stato un biologo venezuelano e allevatore di animali selvatici.
È stato direttore dei parchi zoologici di Las Delicias (Maracay) e di Maracaibo e nel 1945, fondatore del primo parco zoologico di Caracas.

## Vita
Nasce da Pietro Lava e Maria Boccardo il 31 maggio 1902 ad Alessandria della Paglia, in Piemonte, durante il periodo del Regno d'Italia.
Da adolescente fece parte della diaspora italiana che salpò per le Americhe dopo la prima guerra mondiale. Arrivato in Venezuela nel 1921, si stabilì a Maracaibo in un momento di grande boom economico dell'industria petrolifera.
Tra il 1935 e il 1945 è stato direttore degli zoo di Maracaibo e Las Delicias (Maracay). Quest'ultimo fu originariamente costruito per ospitare la collezione personale di Juan Vicente Gómez nel 1915.
Sua moglie Dolores Sánchez Martín morì improvvisamente  l'11 maggio 1943 a Maracay.
Il 13 agosto 1945 partecipò all'inaugurazione del Parco Zoologico El Pinar a Caracas come direttore del nuovo recinto destinato principalmente all'esposizione di esemplari di fauna locale.
Il 13 giugno 1950, il governo venezuelano ha emesso il decreto con il quale ha emesso una lettera di naturalizzazione e gli ha conferito la cittadinanza venezuelana. Quell'atto ha determinato le sue dimissioni alla cittadinanza italiana.
Morì il 16 agosto 1971, all'età di 69 anni, nell'Ospedale Militare di Caracas a seguito di un ictus.